# 김진 (열직공)
김진(金縝, 1071년 ~ 1126년 2월 26일)은 고려 중기의 문신으로, 본관은 강릉(江陵)이다.

## 생애
젊어서 학문에 힘써 문과에 급제했다.
지영광군사(知靈光郡事)로 나가서 선정을 베풀었는데, 1107년(예종 2) 전라주도안무사(全羅州道安撫使) 최위(崔渭)가 수령들의 성적을 조사할 때 김진을 최고로 꼽았다.
이후 우보궐(右補闕), 청주목부사(淸州牧副使), 비서소감(秘書少監)을 거쳤는데, 청주에서도 역시 선정을 베풀었다.
1111년(예종 6) 전중감(殿中監)으로서 요에 사신으로 가서 방물(方物)을 바쳤으며, 이듬해 예부시랑(禮部侍郎)으로서 다시 요에 사신으로 가서 천흥절(天興節)을 축하했다.
1119년(예종 14) 호부시랑(戶部侍郎)으로 재직 중 동북면병마부사(東北面兵馬副使)로 나갔으며, 이후 국자감대사성(國子監大司成), 어사대부(御史大夫), 좌산기상시(左散騎常侍)를 차례로 거치고 1125년(인종 3) 동지추밀원사(同知樞密院事)로 임명되어 재추의 반열에 올랐다.
이듬해 이자겸(李資謙)·척준경(拓俊京)이 반란을 일으켰을 때 숙직하다가 궁궐이 불타는 것을 보고 이렇게 탄식했다.
| “ | 나는 평생에 졸직(拙直)하고 강어(强禦)를 두려워하지 않아 이자겸·척준경과 틈이 있었으니, 나가면 반드시 해를 당할 것이다. 적의 손에 죽는 것보다 자진(自盡)하는 것이 낫다. | ” |

그러고는 종자를 시켜 문을 닫게 하고 불에 타 죽었는데, 향년 56세였다.
1127년(인종 5) 열직(烈直)이라는 시호를 추증받았다.